# Esquirol sol d'Àfrica oriental
L'esquirol sol d'Àfrica oriental (Heliosciurus undulatus) és una espècie de rosegador de la família dels esciúrids. Viu al sud-est de Kenya i el nord-est de Tanzània. Els seus hàbitats naturals són els boscos costaners i les zones de vegetació situades a les ribes dels rius. Es desconeix si hi ha cap amenaça significativa per a la supervivència d'aquesta espècie, tot i que el seu entorn està afectar per l'expansió dels camps de conreu, la crema de carbó vegetal, incendis descontrolats, la tala d'arbres, els assentaments urbans i la mineria.